# Общества культуры и искусства мечетей
Общества культуры и искусства мечетей (перс. کانون فرهنگی و هنری مساجد, Канун-э фархяньги-во хонари-йэ масаджэд) — многочисленные образовательные центры в Иране, созданные при мечетях. Главными целями создания таких центров является пропаганда ислама и сбор пожертвований на благотворительность. В обществах культуры и искусства мечетей обычно ведутся курсы арабского языка, даются лекции по толкованию Корана, проводятся различные религиозные мероприятия. По всей стране действует более 20 тыс. подобных центров. Они контролируются Верховным штабом координации и контроля обществ культуры и искусства мечетей.

## Верховный штаб координации и контроля обществ культуры и искусства мечетей
Верховный штаб координации и контроля обществ культуры и искусства мечетей Ирана (перс. ستاد عالی هماهنگی و نظارت بر کانون های فرهنگی هنری مساجد ایران - Сэтад-э аали-йе хамахяньги-во нэзарат бар канунха-йе хонари-йе масаджэд-э Иран) — одно из подразделений Верховного совета культурной революции. Был создан 3 марта 1993 года после принятия Верховным советом культурной революции декрета 302.
Штаб был создан в связи с огромной ролью мечетей в формировании мусульманского мировоззрения. Главной целью штаба стал контроль над центрами культуры и искусства мечетей.
Каждая мечеть может войти в сеть данных обществ, если она подойдет под определённые стандарты, указанные в уставе штаба, и предоставит необходимые документы. Ниже приведены условия, необходимые для вступления мечети в сеть обществ культуры и искусства мечетей:
- Документы

1. Письменное обращение имама, который собирается стать руководителем общества (обязательно с личной печатью имама);
2. Письмо из департамента исламской ориентации округа;
3. Документы всех членов будущего совета попечителей общества: копия свидетельства о рождении, 2 фото 3х4, копия диплома об образовании;
4. Копия военного билета (для всех, кроме имама).
- Выбор места

1. Минимум 80 квадратных метров — на этой территории будут проводиться занятия;
2. Данное пространство не должно быть занято;
3. Если пространства непосредственно внутри мечети недостаточно, место для устройства общества не должно находиться на расстоянии более 200 метров от данной мечети.